# Quel fantastico peggior anno della mia vita
Quel fantastico peggior anno della mia vita (Me & Earl & the Dying Girl) è un film del 2015 diretto da Alfonso Gomez-Rejon, basato sull'omonimo romanzo di Jesse Andrews, che ha curato anche la sceneggiatura.
Il film ha vinto il premio del pubblico e il gran premio della giuria al Sundance Film Festival 2015.

## Trama
Il diciassettenne Greg Gaines (Thomas Mann) è uno studente dell’ultimo anno alla Schenley High School di Pittsburgh. Viene a sapere dalla madre che alla sua compagna ed ex amica d'infanzia, Rachel Kushner (Olivia Cooke), è stata diagnosticata la leucemia, ed è costretto dai genitori (Nick Offerman e Connie Britton) a starle vicino in questo momento difficile, nonostante i due non siano più in alcun modo legati. Nonostante un imbarazzante primo incontro ed il fatto che nessuno dei due desideri veramente la compagnia dell'altro, i due ragazzi danno vita ad un’amicizia “forzata”.
Greg presenta Rachel al suo "collega" Earl (RJ Cyler) con il quale realizza fin dall’infanzia cortometraggi parodia di titoli di film famosi. Nonostante Greg non sia d'accordo, Earl condivide la loro collezione di film con lei, che la trova divertente. Mentre Rachel inizia la chemioterapia, Greg comincia a passare sempre meno tempo a scuola e più tempo con di lei. Sebbene Rachel sembri peggiorare, Greg, che spesso rompe la quarta parete, assicura agli spettatori che alla fine non morirà.
Madison (Katherine C. Hughes) una bella ragazza che frequenta la stessa scuola, convince Greg ed Earl a fare un film dedicato a Rachel, e Rachel convince Greg ad inviare la propria candidatura ad un college locale. Nel frattempo Greg continua a ignorare gli impegni scolastici al fine di finire il film. Dopo aver realizzato che la chemioterapia le sta facendo più male che bene, Rachel decide di interrompere il trattamento. Greg e Rachel hanno una discussione accesa a proposito, alla fine della quale lui se ne va, devastato dal non poterla aiutare.
In preda alla rabbia, Greg litiga con Earl, che ha rivelato a Rachel del film che stanno creando per lei, il quale doveva essere una sorpresa. Earl a sua volta accusa Greg di non sapersi prendere cura di nessuno tranne che di se stesso e alla fine colpisce Greg con un pugno. Più tardi, Earl lascia a casa di Greg una videoregistrazione per Rachel, e un messaggio in cui comunica a Greg la fine della loro amicizia. Greg riceve una e-mail in cui gli viene comunicato che, a causa dei suoi voti inadeguati, la sua ammissione al college è stata revocata.
Più tardi nel corso dell'anno, la mamma di Greg gli fa sapere che Rachel è tornata in ospedale, inizialmente Greg crede che sia perché ha ripreso le cure, per poi scoprire che, al contrario, le sue condizioni sono estremamente critiche. Madison lo invita al ballo di fine anno, ma all'ultimo momento, mentre è nella limousine che lo sta portando prendere la ragazza, Greg decide di fermarsi in ospedale. Durante il viaggio in limousine, a Greg viene chiesto dall'autista se ama la ragazza che sta per vedere, una domanda alla quale non riesce a rispondere. Il ragazzo porta quindi nella stanza d'ospedale il suo iPhone ed un proiettore portatile per proiettare il film che le ha fatto sulla parete della stanza, si stende poi accanto a lei come quando guardavano insieme i suoi altri film. Rachel è commossa dal film. Tuttavia, poco dopo averlo visto entra in coma, per poi morire poche ore dopo. A questo punto Greg ammette allo spettatore di aver mentito in precedenza su Rachel, dicendo che sarebbe guarita.
Al funerale Earl e Greg si riconciliano, successivamente Greg si intrufola nella stanza di Rachel. Qui trova un biglietto da parte sua nel quale la ragazza spiega di aver scritto una lettera al college a cui Greg ha fatto domanda per far loro sapere il vero motivo per cui il suo rendimento era calato, cioè per il fatto che aveva passato la maggior parte del suo tempo assieme a lei. Mentre legge la lettera scritta da lei al college, vede che Rachel lo ha definito la persona più gentile e premurosa che abbia mai incontrato. Greg ricorda allora ciò che il suo insegnante gli aveva detto dopo aver scoperto Rachel si era ammalata: cioè che si possono imparare nuove cose su qualcuno anche dopo la sua morte.
Qualche tempo dopo, Greg racconta in un’e-mail la storia del tempo passato assieme a Rachel e la spedisce al college insieme al film fatto per lei con allegato un avvertimento: "l'ultima persona che ha visto questo è subito entrata in coma ed è morta".

## Produzione
Le riprese sono iniziate il 13 giugno 2014 a Pittsburgh, Pennsylvania.

## Distribuzione
Il film è stato presentato al Sundance Film Festival 2015 il 25 gennaio, dove ha ricevuto una standing ovation. I diritti per la distribuzione statunitense sono stati acquistati dalla Fox Searchlight Pictures. È arrivato nelle sale italiane il 3 dicembre 2015 dopo un'anteprima al 33° Torino Film Festival.

## Riconoscimenti
- 2015 - Sundance Film Festival
  - Gran premio della giuria: U.S. Dramatic
  - Premio del pubblico: U.S. Dramatic
- 2015 - Teen Choice Awards[5]
  - Candidatura per la miglior intesa in un film a Thomas Mann e RJ Cyler
  - Candidatura per la miglior stella emergente in un film a Thomas Mann
  - Candidatura per il miglior film dell'estate
- 2016 - Independent Spirit Award
  - Candidatura per la Miglior sceneggiatura d'esordio